# Toujouse
Toujouse település Franciaországban, Gers megyében. Lakosainak száma 306 fő (2022. január 1.). Toujouse Bourdalat, Castex-d’Armagnac, Le Houga, Monguilhem, Monlezun-d’Armagnac és Mormès községekkel határos.

## Népesség
A település népessége az elmúlt években az alábbi módon változott:
| Lakosok száma | 190  | 176  | 177  | 195  | 221  | 228  | 248  | 272  | 282  | 306  |
|               | 1968 | 1982 | 1990 | 2006 | 2013 | 2015 | 2017 | 2019 | 2020 | 2022 |